# Gobernación de Wasit
Wasit (en árabe, محافظة ديالى) es una de las dieciocho gobernaciones que conforman la república de Irak. Su capital es Kut. Ubicada al centro-este del país, limita al norte con Diala, al noreste con Irán, al sureste con Mesena, al sur con Di Car y al oeste con Cadisia y Babilonia. Hasta 1976 era conocida como la provincia de Kut. 
Su nombre proviene de la palabra árabe que significa "medio", ya que se encuentra a lo largo de la Tigris a mitad de camino entre Bagdad y Basora. Sus ciudades principales son la capital, Kut y Al-Hai. 

## Gobierno provincial
- Gobernador: Latif al-Turfa[1]
- Gobernador adjunto: Ahmed Abdu Salam[2]

## Ciudades
- Kut
- Al Suwaira
- Al-Hai
- Al Azeeziaya